# Loughborough FC
Loughborough FC var en engelsk fotbollsklubb baserad i Loughborough, Leicestershire, som grundades 1886 och upplöstes 1900.

## Historia
Klubben grundades 1886 under namnet Loughborough Football Club, efter en sammanslagning av de två klubbarna Victoria och Athletic. I november 1887 gick Loughborough ihop med den lokala friidrottsklubben och grundade Loughborough Athletic and Football Club. 
Säsongen 1891 gjorde klubben sitt första ligaframträdande när de spelade i Midland League. Säsongen 1895 blev klubben mästare i ligan och valdes då in till andradivisionen av The Football League.
Klubben hade problem i andradivisionen och slutade aldrig på en högre tabellplacering än 12:e plats, av totalt 16 lag. Säsongen 1900 slutade klubben på en sistaplacering i ligan, man hade släppt in 100 mål på 34 matcher, bara vunnit 1 match och hade bara erövrat 8 poäng av 68 möjliga poäng, detta är sämsta resultatet i ligans historia.
Den 29 juni 1900 hölls ett möte där det beslutades att klubben skulle upplösas.